# بيز السفلي (زلاغي الغربي)
بیز السفلی (بالفارسية: پز سفلی) هي قرية تقع في إيران في قسم زلاغي الغربي الریفي. يقدر عدد سكانها بـ 135 نسمة .